# Tekoa, Washington
Tekoa je grad u američkoj saveznoj državi Washington. Prema popisu stanovništva iz 2010. u njemu je živjelo 778 stanovnika.